# هاکوب هاکوبیان (بازیکن فوتبال)
هاکوب هاکوبیان (ارمنی: Հակոբ Հակոբյան؛ زادهٔ ۲۹ مارس ۱۹۹۷ در آخالکالاک) بازیکن فوتبال در پست هافبک اهل ارمنستان است.

## تیم ملی
وی همچنین در تیم‌های ملی فوتبال زیر ۱۷ سال ارمنستان، زیر ۱۹ سال ارمنستان، زیر ۲۱ سال ارمنستان، و ارمنستان بازی کرده‌است. هاکوبیان نخستین بازی ملی خود را در چهارچوب 2020-21 UEFA Nations League, Group C2 در تاریخ ۱۸ نوامبر ۲۰۲۰ در استرووولوس در مقابل مقدونیه شمالی انجام داده‌است